# Pierre Simon Fournier
Pierre Simon Fournier (París, 15 de setembre de 1712 - ibídem, 8 d'octubre, 1768) va ser un dels principals tipògrafs de França del segle xviii i va destacar pel seu estil rococó, amb molta varietat d'ornaments. Una de les seves preocupacions va ser estandarditzar les mides dels tipus, va crear uns dels primers sistemes (punt Fournier). També va ser un dels precursors del nou tipus musical, el que es coneix en l'actualitat.

Mapa de París del 1736

## Família
Era fill de Jean Claude Fournier, que dirigia una Foneria anomenada Le Bé. Tenia dos germans Jean Pierre i François. A la mort del seu pare el 1730, el germà gran Jean Pierre, es va quedar amb la foneria. Era una empresa bastant important, principalment, per la seva gran col·lecció de tipus, molts d'ells realitzats pels principals gravadors de punxons dels segles anteriors.
Quan Pierre Simon Fournier morí als 56 anys deixà com a descendents dos fills, François i Charles. Carles destacà com a pintor i escriptor, i obtingué fama a tota França. François es dedicà a la impressió i es traslladà a Limoges, però impulsat per la mala situació econòmica en temps de Lluís XVI i l'ambient d'una revolució pròxima, es traslladà a Espanya. Els seus descendents crearen dos fàbriques de cartes, una a Burgos tancada el 1978 i l'altre a Vitòria. Actualment des de la fàbrica de Vitòria es fabriquen les cartes Fournier.

## Estudis i treball
Va estudiar dibuix amb el miniaturista J. B. G. Colson com a professor. Després de la mort del seu pare, va començar a treballar a la Foneria amb el seu germà gran, fabricant de “punxons”. Des de llavors la gent el va anomenar "Pierre Simon Fournier le jeune" (el jove).
El 1736 es va establir pel seu compte, inscrivint-se a la Cambra Sindical de París, com a gravador i fonedor de tipus. Des de llavors es va dedicar a fer punxons amb les seves pròpies mans. Al cap del temps els seus caràcters van agafar fama, convertint-se amb caràcters de gran qualitat.
Les seves produccions les van utilitzar una part important de les impremtes franceses i també algunes de les millors impremtes estrangeres. Al moment de la seva mort, l'any 1768, el seu establiment era el més important de tots els tallers de foneria privats d'Europa.

### Tipus musicals
Fournier va voler endinsar-se al món dels tipus musicals. Al començament, es va adaptar al mètode d'impressió musical inventat per Breitkopf el 1755, on es feia servir un motlle especial de disseny propi. Al cap d'un temps, el va perfeccionar i va crear un sistema propi. Va fer una foneria completa de tipus musicals de 147 caràcters diferents, fosos en cinc mides de cos i combinables de forma que les notes i el pentagrama es poguessin imprimir al mateix temps. El 1756, va publicar un mostrari dels seus tipus musicals, titulat “Essai d'un nouveau caractère de fonte pour l'impression de la musique”. Quan va voler vendre-ho als seus clients, es va trobar que Christophe Jean François Ballard, tenia el monopoli per imprimir tipus musicals i que havia estat de la seva família durant 200 anys, des del 1552. Fournier posava en perill aquest monopoli, i Ballard va contraatacar enviant esbirros perquè s'apoderessin dels nous caràcters que havia creat. Fournier va replicar amb el tractat “Traité hitorique et critiques sur l'origine et le progrès des caractères de fonte pour l'impression de la musique” (1765), la seva resistència va tenir com a resultat una autorització Real que permetia a qualsevol fonedor fondre tipus musicals, però aquests no els podia utilitzar qualsevol impressor. Malgrat tot, no va poder acabar amb el monopoli i per això, no va realitzar molts impresos musicals amb el seu tipus.

### Tipus tipogràfics
Fournier no era una persona innovadora quant a disseny de tipus, principalment eren adaptacions d'altres, però influïdes pels nous estils de la "Impremta Reial" (l'imprimerie Royale). No els copiava sinó que a vegades introduïa sensibles modificacions, com per exemple equiparar l'altura de les majúscules amb l'extrem superior de l'alçada de la caixa baixa o quadrar els angles de les majúscules i algunes de les lletres de la caixa baixa.
Un aspecte destacat dels mostraris de Fournier és la bellesa i varietat dels seus ornaments, la majoria d'ells són considerats com els millors del segle xviii.
Al març del 1768 Giambarrista Bodoni es va convertir en director del nou taller d'impremta real de Parma. Una de les primeres coses que va fer, va ser importar de París alguns dels millors tipus de Fournier, utilitzant-los en la seva primera obra, I Voti, del 1768.
El Fournier MT Family per Monotype està basat en els tipus que va dissenyar Fournier.

## Punt tipogràfic
Una de les seves primeres preocupacions va ser que les dimensions dels caràcters tipogràfics estiguessin estandarditzades.
 El 1737, va establir un sistema duodecimal, on la unitat de mesura era el punt.
El punt és la unitat mínima que s'utilitza per definir la mida d'un tipus i fa referència a l'alçada del bloc de la lletra. Té un valor de 0,35mm. Fournier utilitza el cícero per unitats més grans. En el seu sistema; 1 cícero = 12 punts.
No considerava adequat aplicar una metodologia matemàtica al disseny de tipus, creia fermament en un mètode racional per descriure les seves mides. Fournier va assentar les bases pels posteriors sistemes de punts angloamericans i de Didot.

## Llibres publicats
L'any 1737, amb 25 anys, va escriure el llibre "Taules de les proporcions dels diferents caràcters de la impremta" (Tables des proportions des différents caractères de l'imprimerie).
En aquest llibre Pierre Simon intenta sistematitzar les mides dels tipus mitjançant un sistema de punts.
Va utilitzar alguns dels caràcters que eren de més ús a l'època i els va fer múltiples d'una unitat que ell va anomenar “punt Fournier”, que estava basat en una escala de 144 punts.
Tres anys després d'inscriure's a la cambra sindical, el 30 de gener del 1739, va publicar dos mostraris. En el primer, "Models de caràcters de la impremta i altres coses necessàries en aquest art" (Modéles de Caractères de l'imprimerie et des autres choses necessaires au dit art) presenta una gran gamma de mides de les noves foneries que ell ha gravat.
El 1742 va escriure un altre llibre, "Models de caràcters" (Modèles de Caractères), que és considerat un dels llibres més ben fets de Fournier. Segons A. F. Johnson “Fournier ha portat la idea de la uniformitat de la lletra romana més lluny que cap altre dissenyador anterior”.
El 1756, va publicar un mostrari de tipus per música, anomenat "Assaig d'un nou caràcter de foneria per la impressió de la música" (Essai d'un nouveau caractère de fonte pour l'impression de la musique). En l'actualitat no es pot trobar cap exemplar d'aquest llibre.
El 1763, va escriure el Tractat de la impressió musical (Traité historique et critique sur l'origine et le progrès des caractères de fonte pour l'impression de la musique).
Entre el 1764 i el 1766, va publicar en dos parts un manual tipogràfic anomenat Manual tipogràfic útil a la gent de lletres i aquells que exerceixen les diferents parts de l'art de la impressió (Manuel typographique utile aux gens de lettres et à ceux qui exercent les différentes parties de l'art de l'imprimerie).

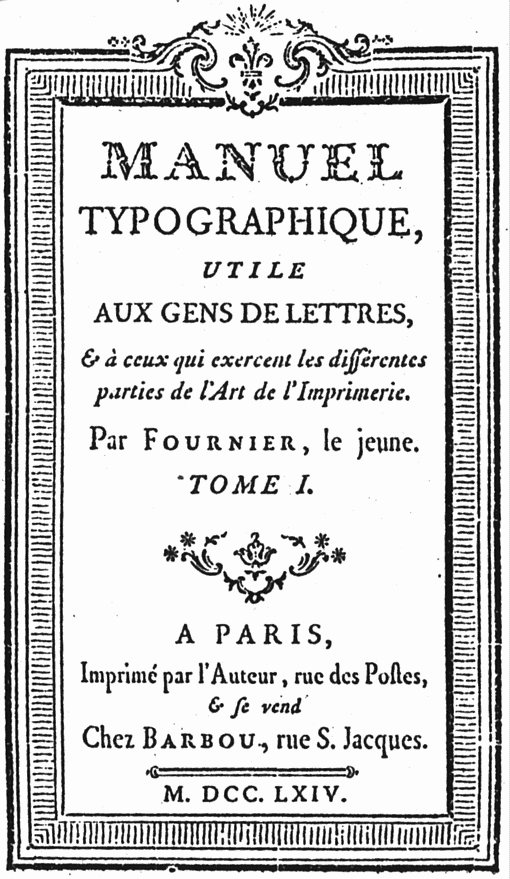
Manuel typographique

El primer llibre tracta de l'art de la foneria de tipus, on si poden trobar làmines gravades que mostren els instruments per fondre tipus. Al principi, va voler imprimir ell mateix el llibre, però al no estar registrat com a impressor, els síndics li van denegar, i va haver d'imprimir-ho Joseph Gérard Barbou. Per Fournier va ser una gran decepció, per això va esperar 5 anys abans d'imprimir el primer volum, ja que tenia l'esperança de poder-ho fer ell.
El segon volum té diverses gammes de tipus i totes les pàgines estan emmarcades amb orles. La seva publicació es va endarrerir perquè es va posar malalt i es va publicar més tard de la data que posa al llibre.
L'obra sencera no la va poder acabar mai. En realitat havien de ser 4 volums, el tercer havia de parlar de la impremta i el quart sobre els millors fonedors de tipus de l'època.
El 1765 es van publicar unes cançons de Monnet en tres volums anomenats “Antologia Francesa” (Anthologie Françoise), on els tipus musicals eren els de Fournier.